# (35992) 1999 NF12
1999 NF12 (asteroide 35992) é um asteroide da cintura principal. Possui uma excentricidade de 0.09442370 e uma inclinação de 3.14438º.
Este asteroide foi descoberto no dia 13 de julho de 1999 por LINEAR em Socorro.